# أولي قشلاق
أولي قشلاق هي قرية في مقاطعة كليبر، إيران. عدد سكان هذه القرية هو 242 في سنة 2006.